# Wieliczka
Wieliczka es una localidad del sur de Polonia de 19.128 habitantes (2006). Es parte del Área metropolitana de Cracovia, en el Voivodato de Pequeña Polonia. Fue fundada en 1290 por el duque Premislao II de Polonia.
Bajo la ciudad se encuentran las Minas de sal de Wieliczka, una de las minas de sal más antiguas del mundo, operativa desde tiempos prehistóricos. Las minas fueron declaradas Patrimonio de la Humanidad por la Unesco en 1978.

## Galería

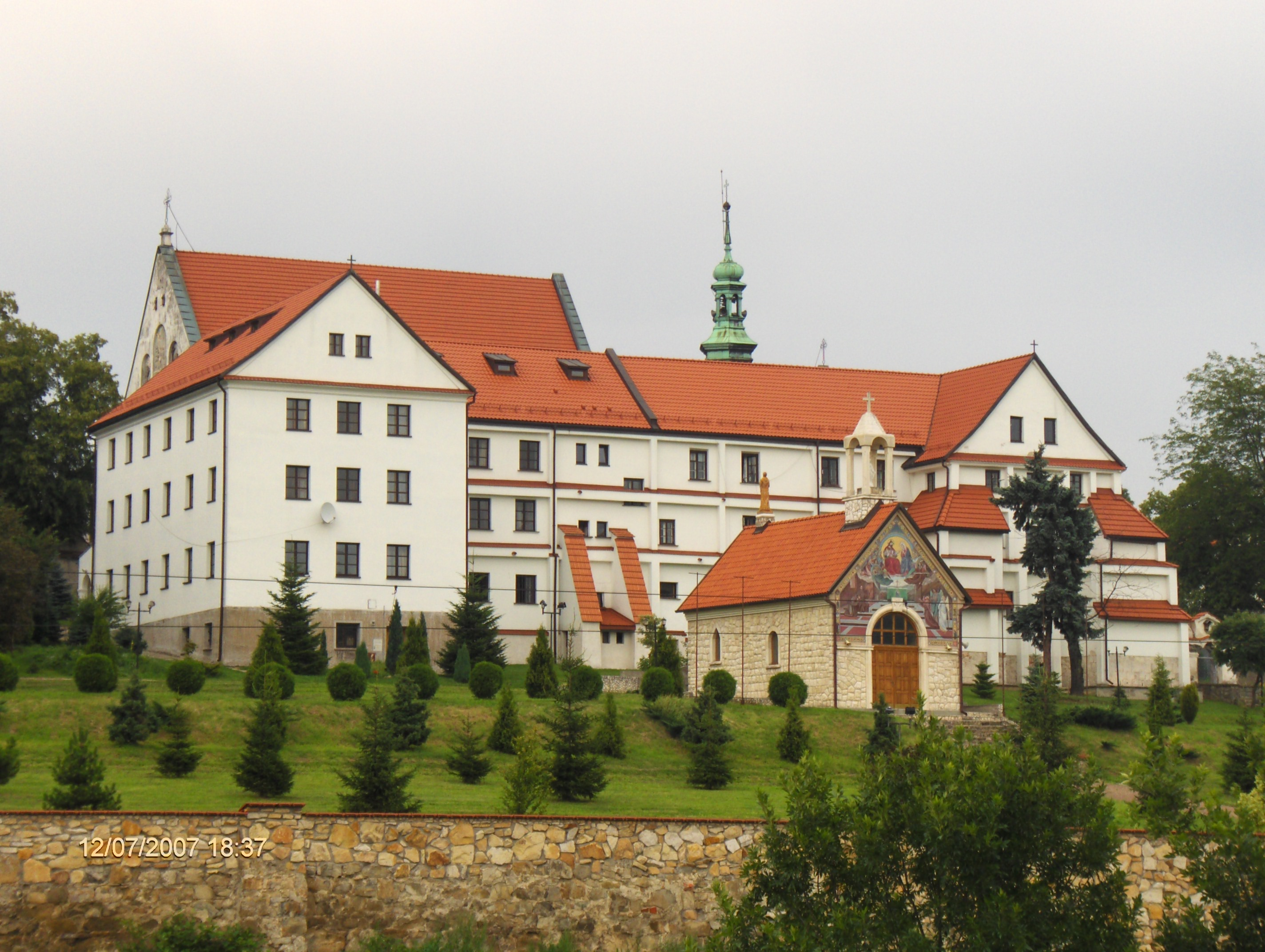
Monasterio franciscano.
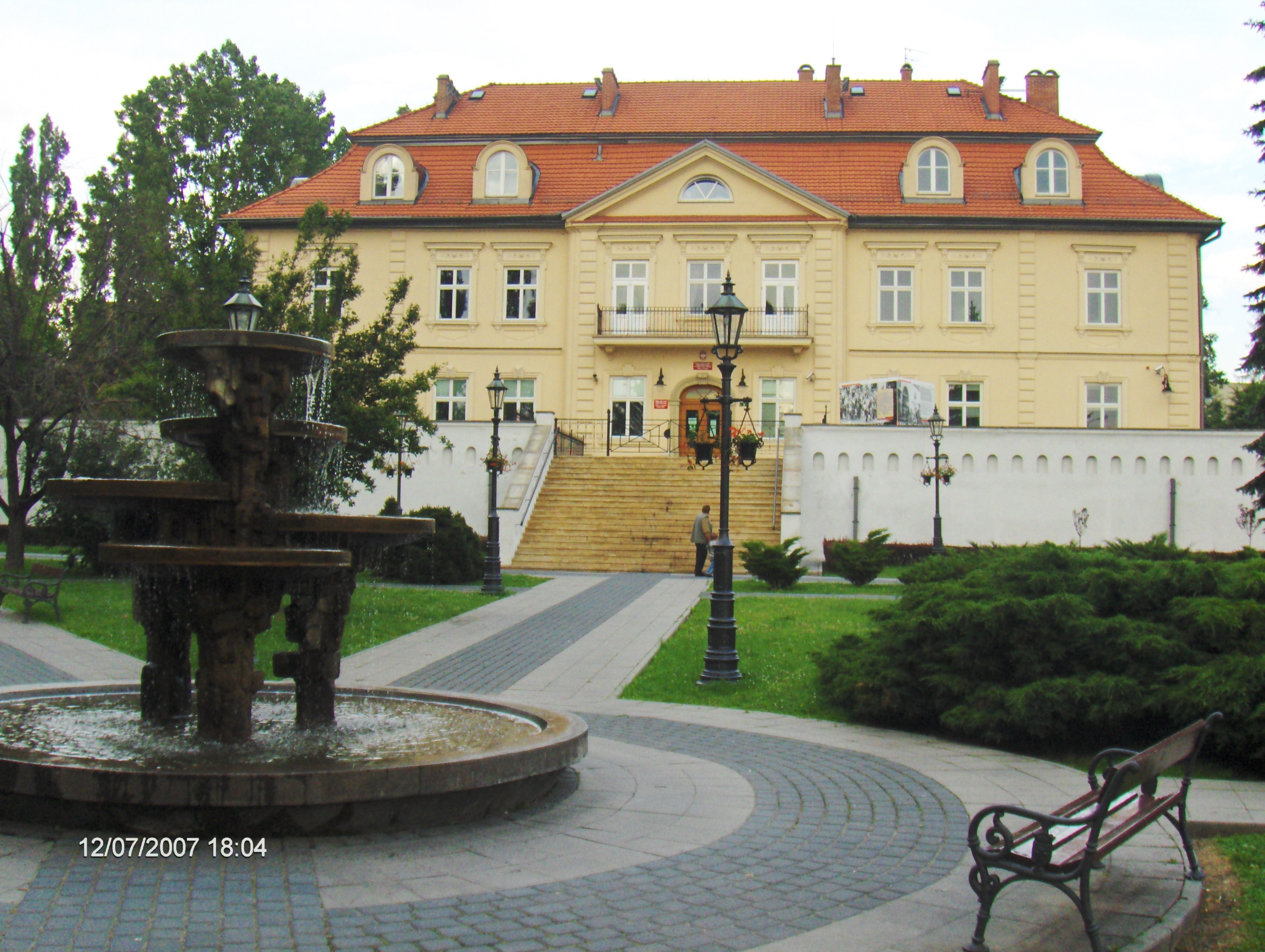
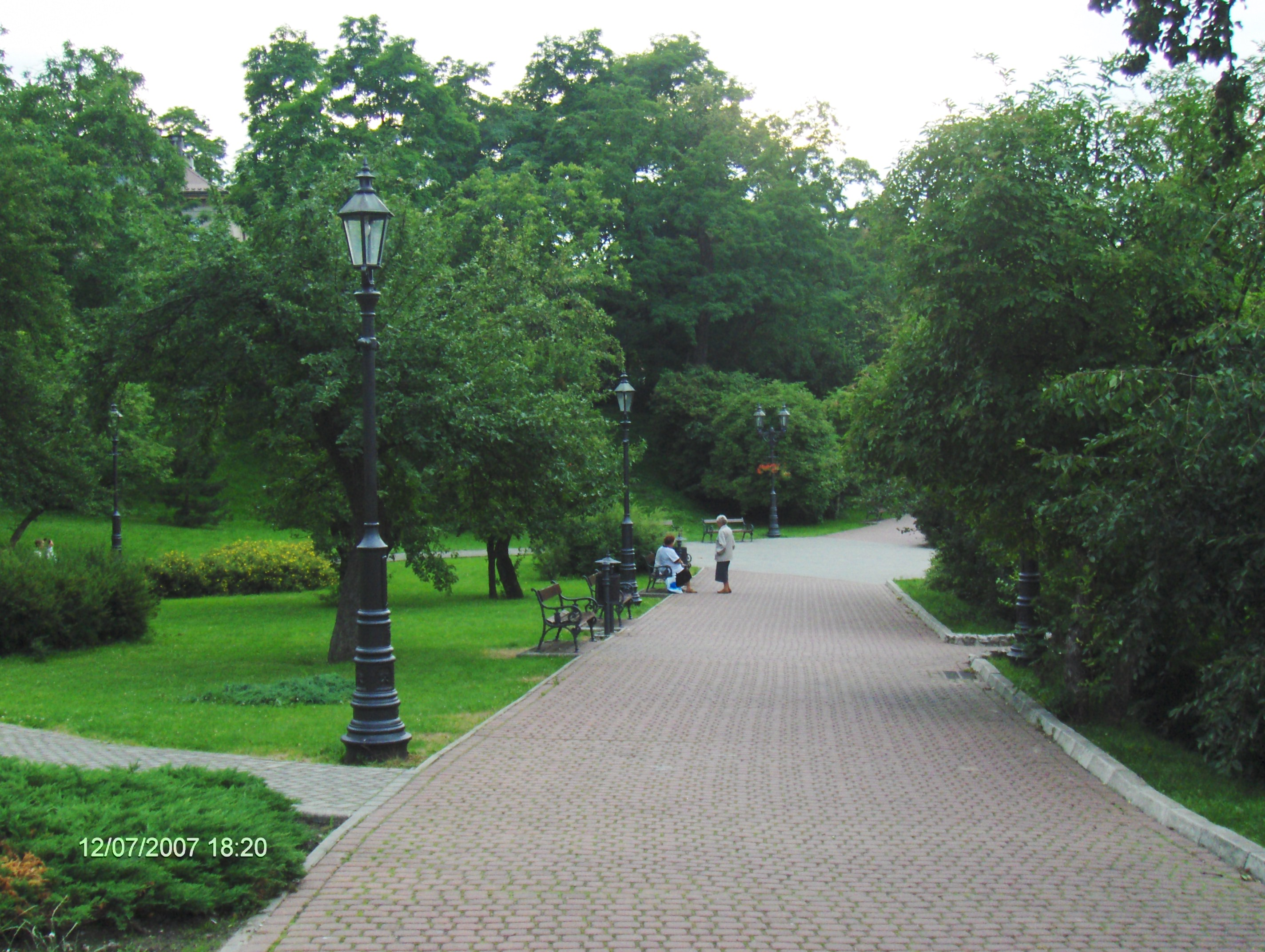
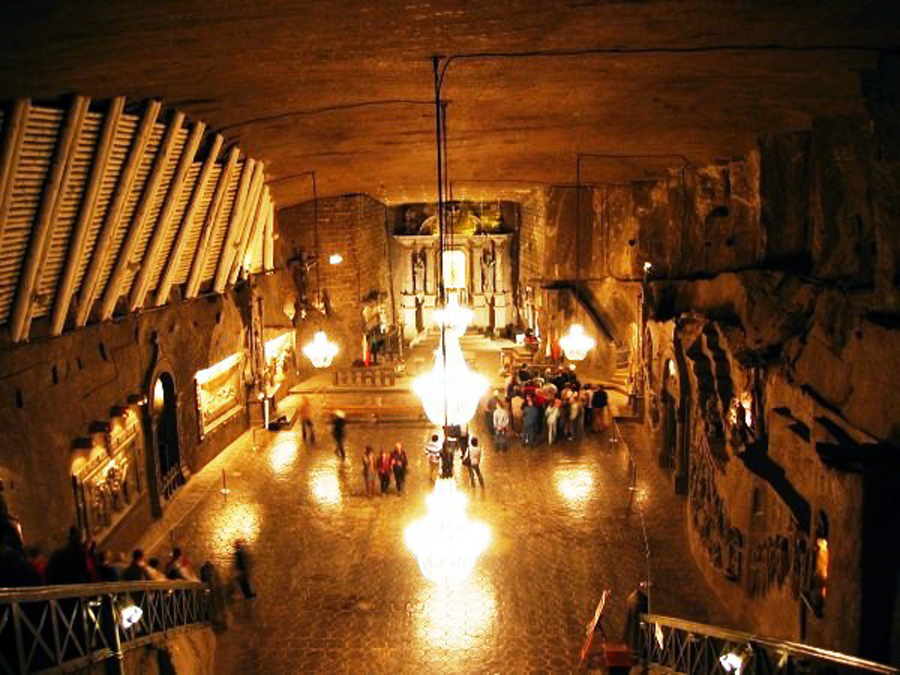
Minas de Sal. Sala de Santa Kinga.
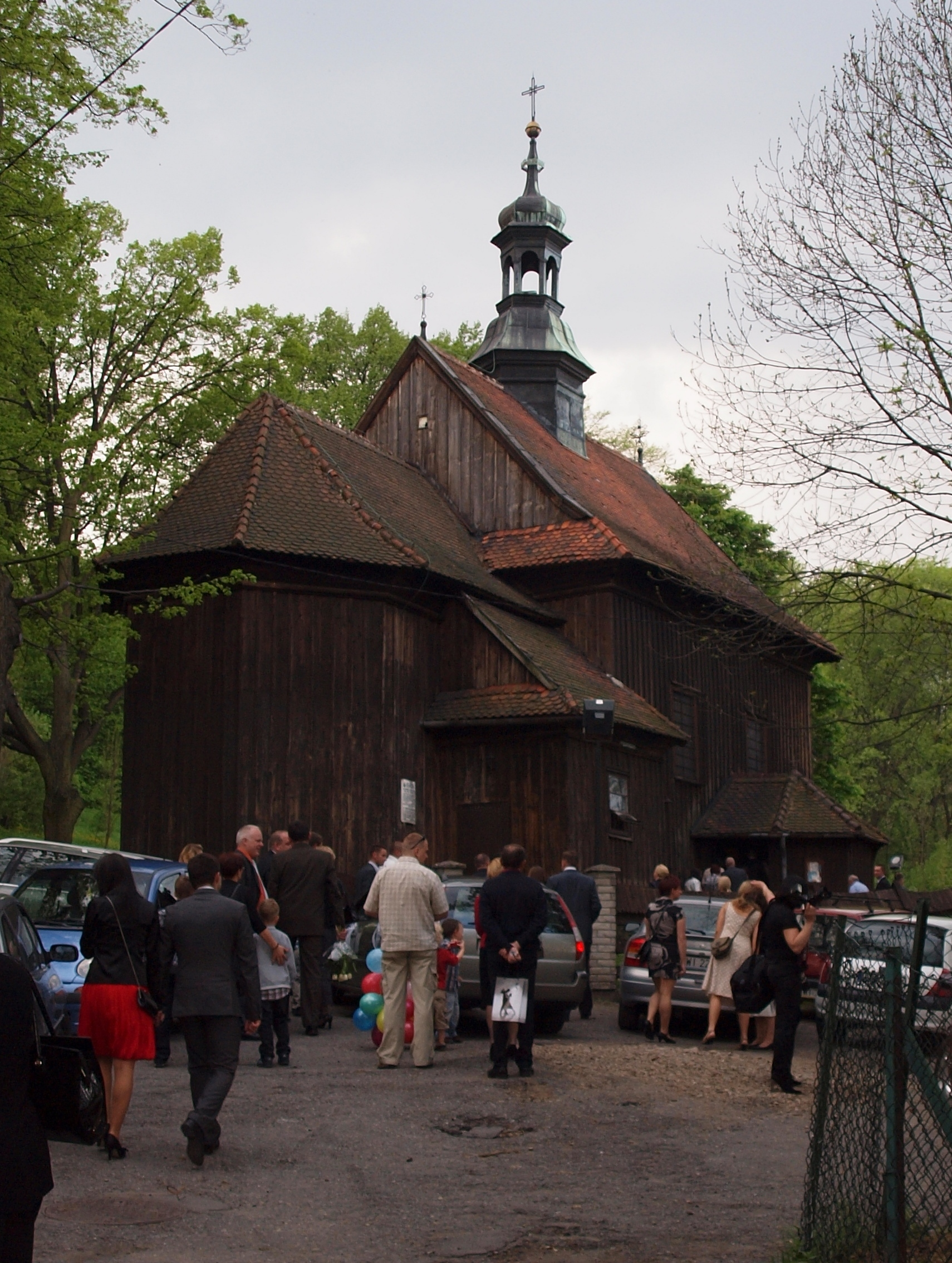
Iglesia de madera de San Sebastián.

## Ciudades hermanadas
Wieliczka está hermanada con:
- Bergkamen, Alemania[2]